# Biscay
Pour les articles homonymes, voir Biscay.
Biscay est une ancienne commune française du département des Pyrénées-Atlantiques. Le 12 mai 1841, la commune fusionne avec Labets pour former la nouvelle commune de Labets-Biscay.

## Géographie
Le village fait partie du pays de Mixe, dans la province basque de Basse-Navarre.

## Toponymie
Le toponyme Biscay apparaît sous les formes 
Sanctus Martinus de Beyrie (1160), 
Biscay (1268) et 
Bisquay (1413).
Son nom basque est Bizkai. Jean-Baptiste Orpustan indique que Biscay signifie 'hauteur' ou 'croupe'.

## Démographie
En 1350, 5 feux sont signalés à Biscay.
Le recensement à caractère fiscal de 1412-1413, réalisé sur ordre de Charles III de Navarre, comparé à celui de 1551 des hommes et des armes qui sont dans le présent royaume de Navarre d'en deçà les ports, révèle une démographie en forte croissance. Le premier indique à Biscay la présence de deux feux, le second de quinze feux (13 + 2 feux secondaires). 
Le recensement de la population de Basse-Navarre de 1695 dénombre 28 feux à Biscay.
| 1793 | 1800 | 1806 | 1821 | 1831 | 1836 |
| ---- | ---- | ---- | ---- | ---- | ---- |
| 155  | 150  | 153  | 167  | 151  | 155  |

## Pour approfondir